# ستيفن غارفين
ستيفن غارفين (بالإنجليزية: Stephen Garvin)‏ هو عسكري أيرلندي، ولد في 1826 في Cashel, County Tipperary ‏ في جمهورية أيرلندا، وتوفي في 23 نوفمبر 1874 في Chesterton, Oxfordshire ‏ في المملكة المتحدة.